# Colm Wilkinson
Colm Wilkinson (também conhecido como C.T. Wilkinson, nascido em Dublin, 5 de junho de 1944-) é um cantor e ator de musicais teatrais irlandês, mais conhecido pelo papel em Les Misérables. Ele também participou em vários trabalhos no West End e na Broadway. Ficou também conhecido por representar a Irlanda no Festival Eurovisão da Canção 1978 com a canção "Born to Sing" que terminou em 5.º lugar, tendo recebido um total de 86 pontos.